# Конституція Мексики

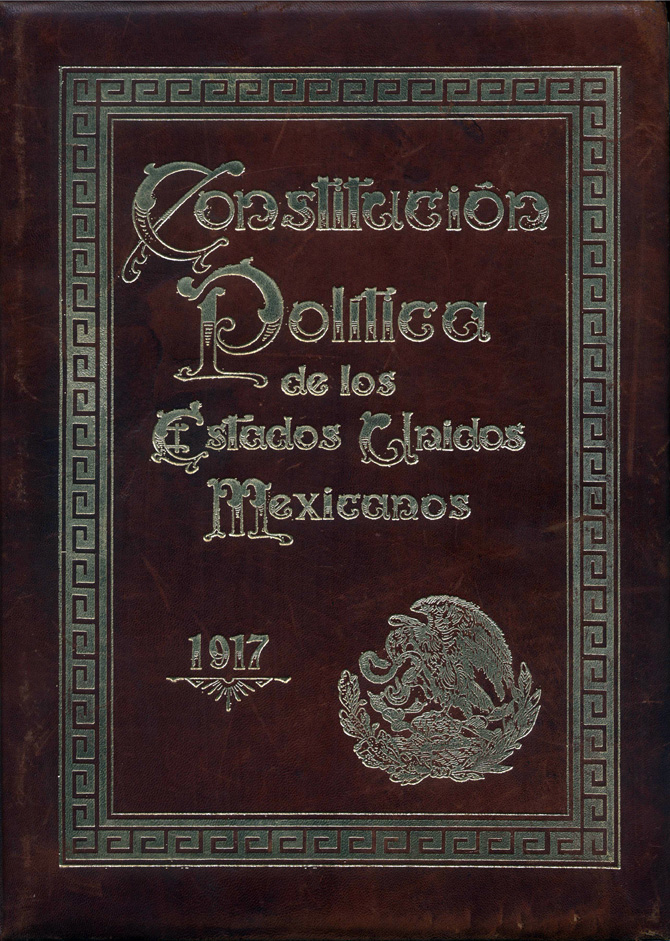
Конституція Мексики, оригінальна обкладинка, 1917 рік.

Конституція Мексики, формально — Політична конституція Мексиканських Сполучених Штатів (ісп. Constitución Política de los Estados Unidos Mexicanos) — чинна Конституція Мексики. Підготовлена в Сантьяго-де-Керетаро, в штаті Керетаро, на Конституційному конвенті, під час Мексиканської революції. Схвалена Конституційним Конгресом 5 лютого 1917 року, є наступницею Конституції 1857 року і раніших мексиканських конституцій.
Чинна конституція 1917 р. року є першим подібним документом у світі, де викладено соціальні права, яка виступає як модель для Веймарської конституції 1919 р. і Конституції Росії 1918 р. Деякі з найважливіших положень статей є 3, 27 і 123; вони започаткували глибокі зміни в мексиканській політичній філософії, які допомогли кадровим змінам політичного і соціального фону для Мексики в ХХ столітті. Стаття 3 забороняє створення списку заборонених книг і встановлює підстави для вільної обов'язкової освіти; стаття 27 призвела до основи земельної реформи; і стаття 123 була розроблена для розширення можливостей у сфері праці.
Статті 3, 5, 24, 27 і 130 були антиклерикальні і серйозно обмежували релігійну свободу, спроби втілити їх у життя президентом Плутарко Кальєсом у 1926 році призвели до громадянської війни, відомої як повстання Крістерос.

## Основні принципи
Конституція заснована на семи основоположних ідеалах:
- Декларація прав
- Суверенітет нації
- Поділ влади
- Представницька демократія
- Федеральна системи
- Конституціональні кошти
- Верховенство держави над церквою